# Fuente del Centenario
Fuente del Centenario är ett monument i Spanien.   Det ligger i provinsen Província de Tarragona och regionen Katalonien, i den östra delen av landet, 400 km öster om huvudstaden Madrid. Fuente del Centenario ligger 45 meter över havet.
Terrängen runt Fuente del Centenario är platt. Havet är nära Fuente del Centenario åt sydost.  Närmaste större samhälle är Tarragonès, 0,08 km sydost om Fuente del Centenario. 